# 川田裕美
川田 裕美（かわた ひろみ、1983年6月22日 - ）は、セント・フォースに所属する日本のフリーアナウンサー、YouTuberである。元読売テレビアナウンサー。

## 来歴

### 生い立ち
大阪市住之江区生まれ、大阪府泉大津市育ち。父の仕事の関係による転勤で名古屋、長野、札幌、小樽に住んでいたこともある。泉大津市内の小中学校で学んだ後、大阪府立三国丘高等学校卒業後、和歌山大学経済学部へ進学する。
ゼミでは和歌山市中心部の活性化に取り組み、「やりたいことを思い切りやりなさい」とのゼミの足立基浩教授の応援を受けて、ドラマ『ニュースの女』を見て中学生の頃から憧れていたというアナウンサーを目指す。大学3年の時に生田教室でアナウンスの勉強を開始し、夏休みには夜行バスに乗って東京のキー局にて開催されるセミナーに参加。就職活動はアナウンサー試験一本に絞り、受験したキー局は全滅するものの、「川田さんの良さを分かってくれる会社がある」と励ましを受けて読売テレビに合格する。大学時代には、学内のインターネットラジオ局で活動する。また、2003年度「ミズえびすばし（戎橋）」に選ばれた。

### 2006年から2015年
読売テレビ入社
2006年に大学卒業と同時に読売テレビ入社。同期入社のアナウンサーは虎谷温子。ニュースデビューは、2006年7月22日。『情報ライブ ミヤネ屋』が関西ローカル放送や一部地域ネットだった時期には火曜日にレギュラーで出演していた。読売テレビ制作の全国ネット番組『ニッポン旅×旅ショー』ではレギュラーアシスタントに抜擢。藤井隆とコンビを組む。同期の虎谷から『ズームイン!!SUPER!』を引き継いで担当していたが、2010年4月から早朝に放送を開始した『朝生ワイド す・またん!』には虎谷と日替わりでレギュラー出演。『24時間テレビ』（関西ローカルパート）でも、入社以来毎年司会などを務めていた。2011年3月までは、『す・またん!』に内包された『ズームイン!!SUPER!』の関西ローカルパートや、『大阪ほんわかテレビ』にもレギュラーで出演していた。
情報ライブ ミヤネ屋
2011年4月4日からは、産休に入った先輩アナウンサー・森若佐紀子の後任司会として『情報ライブ ミヤネ屋』にレギュラー出演。以降2015年2月まで4年間に渡り、森若が産休から職場へ復帰した2012年6月以降も引き続き同番組の司会を務め、宮根誠司のアドリブへの対応や個性豊かなコメンテーター陣の扱いが上手く生放送に強い司会ぶりが評価されていた。運動音痴を自認するにもかかわらず、2014年10月には番組代表として『大阪マラソン2014』で人生初のフルマラソンに挑戦。宮根が設定した目標タイムの「5時間」を切る4時間57分2秒（グロスタイム4時間59分22秒）でフルマラソン完走を果たした。また、スイーツ好きが昂じて2014年6月には日本スイーツ協会主催の「スイーツ検定」試験に合格し「スイーツコンシェルジュ」の資格を取得しており、フルマラソン完走のご褒美として一時はオリジナルスイーツの「カワタスイーツ」をプロデュースする企画もあった。
なお、『ミヤネ屋』が全国ネット番組であることや司会就任と同時に複数の関西ローカル番組を降板しなければならなかったこともあり、『ミヤネ屋』司会の打診がきた際に「私いいです」と一度断っていたことを後年明らかにしている。その後、部長の指示で同番組の司会に就くことになった。
読売テレビ退社
2015年2月に会見を開き、「新しいステージで自分を試したい」と読売テレビの退社とフリーアナウンサーへの転身を発表。会見では、情報番組を中心にバラエティ、旅番組、ナレーションやラジオ、本の執筆など幅広く、また「関西人のサービス精神」で女優にも挑戦してみたいと語った。同月27日で『情報ライブ ミヤネ屋』の司会を卒業すると、同年3月末で読売テレビを退社した。

### 2015年から現在
フリーアナウンサーへの転身
2015年4月からセント・フォースに所属し、フリーアナウンサーとして東京を拠点に活動を開始。4月1日には『川田裕美オフィシャルブログ「Sweet Room」』をアメーバブログに開設、続いてセント・フォース公式モバイルサイト『cent.FORCE Channel』にもブログを開設した。
フリー転身後の初仕事は2015年4月2日放送の『ぐるぐるナインティナイン』（日本テレビ系）の「ぐるナイ春の京都ゴチ2時間スペシャル」。同月4日より放送の『Orico presents FIELD OF DREAMS』（TOKYO FM）で初めてラジオのパーソナリティを務め、同月11日よりフリー転身後の初レギュラー番組となる読売テレビの女性向け情報バラエティー番組『すもももももも!ピーチCAFE』で局アナ時代を通じて初のメインMCを務めている。一方でバラエティー番組にも積極的にゲスト出演して、認知度の向上に努めている。
2016年7月からは『胸いっぱいサミット!』（関西テレビ）で産休の八木早希に代わり進行を務め、同年10月の八木の復帰後も交互に出演している。また、同年9月からは『1周回って知らない話』（日本テレビ系）でフリー転身後初めてゴールデンタイムのレギュラーを務める。
2016年10月より紀陽銀行のイメージキャラクターを務め、同行の企業CMに出演。また、和歌山市観光協会が県外在住で和歌山市にゆかりのある様々な分野の人々に委嘱する「和歌山市観光発信人」に任命され、同年11月21日に委嘱式が行われた。
2016年8月に『とと姉ちゃん』（NHK）にテレビの取材者役で数十秒間出演したのに続き、2017年1月には『増山超能力師事務所』（読売テレビ）の第1話ならびに『天才バカボン2』（日本テレビ）に出演して本格女優デビューを果たす。
2017年4月には、『バナナ♪ゼロミュージック』（NHK総合）のMCに就任し初めてNHKにてレギュラー番組を担当するのに続き、『この差って何ですか?』（TBS系）のMCに赤江珠緒の後任として起用されるなど、フリー転身から2年を経て全国ネットのレギュラー番組4本を含むテレビ7本、ラジオ2本のレギュラーを抱える人気アナウンサーとなる。
2018年9月には、『義母と娘のブルース』（TBS系）にリポーター役で出演し、民放ゴールデン・プライム帯連続ドラマに初出演。また同月には、半生を振り返りつつあんこへの愛、アナウンサーという仕事への愛を綴った初のエッセイ『あんことわたし 日日大あん吉日』を上梓した。
2017年3月には、かつて読売テレビ時代に出演していた『朝生ワイド す・またん!』に凱旋出演（『東京ブッタマンク』コーナー担当）をしており、同年9月18日にはかつて自身が当番組を卒業後以降、当番組で全面で主司会を務めている森たけしの代理司会を務めた。またこの当日には同期である虎谷とのダブル出演であった。また2018年1月18日の番組2000回にも出演しており、番組開始当時のメンバーでの一員として顔を合わせている。
2024年5月には、第16回ベストマザー賞2024 文化部門を受賞した。

### 私生活
趣味の登山仲間の紹介で知り合った同郷の大阪出身で1歳年下の作曲家の男性と、約1年の交際期間を経て2019年10月に婚姻届を提出し結婚した。
2020年3月14日、第1子妊娠を報告。8月17日に第1子男児を出産した。
2022年1月9日、第2子妊娠を報告。6月10日、第2子女児の出産を報告した。

## 人物
- 身長は159cm[49]。2019年10月29日に一般男性（音楽関係者）との結婚を発表。
- 資格は普通自動車免許[50]、スイーツコンシェルジュ[49]。
- 趣味、特技は愛犬のコロンと遊ぶこと[50]。
- ニュース番組や全国放送では標準語を用いるが、バラエティー番組のリポートやアシスタントで出演する際には時として泉州弁で話すこともある。大阪府泉大津市出身のため、大阪府南西部地域の方言「泉州弁」には自信がある。
- スイーツが好きでスイーツコンシェルジュの資格を取得。『行列のできる法律相談所』（日本テレビ）の「第7回私の勝負差し入れNo.1グランプリ」（2015年1月11日放送）で紹介したシェ・アガタ（京都府宇治市）の「挽きたて抹茶の贅沢テリーヌ」はグランプリに選ばれた。
- 大好物はあんこで、自宅の冷蔵庫に大量のゆであずきの缶詰を常備しており、それを缶のままで多い時は2缶を平らげる[51]。缶ごとそのまま食べるのは社員でもなかなかいないと、製造元の井村屋の社員にも褒められた[52]。番組収録時の楽屋にはゆであずきの缶詰が用意され[53]、休日には「あんこ巡り」と称してどら焼き、豆大福、おはぎなどの和菓子店を1日ではしごする[54]。また、チューブ入りこしあんで味付けした筑前煮やゆであずき入りのミートグラタン「あんグラタン」などの手料理もブログで披露している[51][55]。コロナ禍により、あんこスイーツのお取り寄せもよくしており、全国のあんこスイーツが集まるあんこ百貨店をおすすめしている[56]。
- 「甘い物を食べるためにも健康でいたい」として週1回ジムに通い、2017年には登山を始めた[57]。

## エピソード
- 視力が悪いため、テレビ・雑誌出演時等はコンタクトレンズをしているが、それ以外は、眼鏡をかけていることもある。
- 学生時代からロックバンドGLAYのファンで、Twitterで「GLAYがいなければ、今の仕事に就いていませんでした。」と語っている。
- 交際していた男性が洋服店の店員で、その男性の服装を素敵だと思って同じ服にしたいと伝えたところ「俺のと全部同じメーカーにして」と言われ、振込先にその男性の口座を指定された所不審に思ったが結局30万円振り込み、直後に「カニ100杯くらい手に入れたから買って」とも売り込みがあり、一層不審に思って友達に聞いたところ、その男性がカニの密漁をしているらしいことが分かり、「買わなくて良かったけどネタにしないと悔しい」と思い、読売テレビの入社面接のフリートークで披露したところ、ウケて好評価を得たという[58]。
- 読売テレビ『なるトモ!』で2008年9月に陣内智則が司会を降板するまで共演しており、陣内のことを「陣さま」と呼んでいた。陣内から誘われて一緒にゴルフをしたことがある。
- 元毎日放送で1歳年下の吉竹史と交友がある。2011年2月15日には、『す・またん!』『大阪ほんわかテレビ』で共演中の森たけし（前述）と共に、同局（MBSラジオ）の生放送番組『MBS開局60周年アワー 音楽の時間ですょ 目指せ1179曲てアンタ!?』へゲストで出演。番組途中からは、吉竹との共演も果たした。ちなみに川田は、テレビ単営局・読売テレビの地上デジタル放送推進大使（代理）として在阪他局のテレビ番組に出演した経験を持つが、アナウンサーとしてラジオ番組へ出演したのは同番組が初めてである。
- 川田家は母も妹もお笑い好きで、実家にはお笑い番組を録画したテープがたくさんある[59]。
- 祖母は鹿児島県出身である[60]。
- 卓球が得意である。
- 理想の男性のタイプは長渕剛と清原和博である。
- スキップが下手である[61]。
- 当時シャコタンを愛車として乗っていたことを『す・またん』で共演をしていた森たけしに暴露をされていた。

## 出演

### テレビ番組

#### 現在
- すもももももも!ピーチCAFE（読売テレビ、2015年4月11日 - ） - メインMC
- 1周回って知らない話（日本テレビ、2016年9月7日 - ） - アシスタント[62]
- 大阪人の新常識 OSAKA LOVER（テレビ大阪、2017年 - 、不定期[注 3]）- MC(パートナーは高橋茂雄（サバンナ）)

#### 過去

##### 読売テレビアナウンサー時代
- なるトモ!（2008年9月までは木曜と金曜、2008年10月から2009年3月は水曜から金曜）
- ウキキの教えて先生!（2010年3月まで）
- つながりファンタジー いつも!ガリゲル 各駅停車!名前50音の旅（2010年4月から9月）
- キューン!（2009年4月3日から2011年3月27日）
- 大阪ほんわかテレビ（2011年まで）情報喫茶店コーナー
- ytvアナウンサー向上委員会 ギューン↑（2010年7月16日から2011年5月8日、その後も不定期に出演）
- ズームイン!!SUPER ローカルパート（2009年3月30日から番組終了（2011年3月31日）、月曜・木曜・金曜）
- 大阪マラソン2011特別番組 （2011年10月30日）特設スタジオで進行を担当
- マヨブラジオ（番組開始（2009年4月11日）から2011年4月16日、2011年10月22日から番組終了（2011年12月24日））
- 朝生ワイド す・またん!（番組開始（2010年3月29日）から2011年12月28日、卒業後の2017年3月以降にも不定期（上述「東京ブッタマンク」コーナー）に出演）
  - もうすぐ す・またん!
  - ZIP! ローカルパート
    - 月・木・金曜日（2010年3月29日 - 2011年3月31日）
    - 火・水曜日（2011年4月5日 - 9月28日）
    - 火曜日（2011年10月4日 - 12月28日）
- 情報ライブ ミヤネ屋
  - 『グルメルパン』担当
  - （2011年4月4日から2015年2月27日） 進行
- くせになるややこしさ ブラックマヨネーズのハテナの缶詰（2012年1月27日から2015年3月27日）
- NNNストレイトニュース ローカルパート（不定期）
- 24時間テレビ ローカルパート司会

##### フリー転向後
- 胸いっぱいサミット!（関西テレビ、2016年7月9日 - 2021年3月27日） - 進行[63]
- 好きか嫌いか言う時間（TBS、2016年8月15日 - 2017年9月24日） - 進行
- 輝きYELL!（日本テレビ、2016年10月1日 - 2018年9月29日） - ナレーション
- バナナ♪ゼロミュージック（NHK総合、2017年4月8日 - 2018年3月3日） - MC[31]
- この差って何ですか?（TBS、2017年4月18日 - 2021年3月2日） - MC（産休に伴う出演休止期間あり）[32]
- クチコミ新発見!旅ぷら（読売テレビ、2018年7月1日〈第1弾〉・2019年1月6日〈第2弾〉・2019年4月14日〈第3弾〉・2019年10月6日〈第4弾〉・2020年3月8日〈第5弾〉） - かつて局時代同期であった虎谷温子と共に京都、奈良、岡山、滋賀の町中を散策する。
- 珍種目No.1は誰だ!? ピラミッド・ダービー（TBS） - 準レギュラー
- バナナマンのせっかくグルメ!!（TBS） - スタジオゲスト、不定期出演
- アメトーーク年末5時間スペシャル!!（テレビ朝日、2018年12月30日） - 運動神経悪い芸人
- ごぶごぶ（毎日放送、2019年5月7日・14日） - ゲスト[64]
- ぴったんこカン・カン（TBS）
- ヒルナンデス!（日本テレビ、2023年4月 - 2025年3月） - 水曜レギュラー

### テレビドラマ
- 「名探偵コナン」ドラマスペシャル 工藤新一 京都新撰組殺人事件 （2012年4月12日、読売テレビ）
- 獣医さん、事件ですよ 第3話（2014年7月17日、読売テレビ） - 雑誌記者 役
- 連続テレビ小説 とと姉ちゃん 第115話（2016年8月15日、NHK） - テレビ司会者 役
- 増山超能力師事務所 第1話（2017年1月5日、日本テレビ） - アナウンサー 役
- 天才バカボン2 （2017年1月6日、日本テレビ）
- 義母と娘のブルース 第9話（2018年9月11日、TBS） - リポーター 役[35]
  - 義母と娘のブルース 2022年謹賀新年スペシャル（2022年1月2日、TBS）[65]
- ノーサイド・ゲーム（2019年7月7日 - 9月、TBS） - 柴門シオリ 役

### 映画
- 逆転裁判 （2012年2月11日、東宝配給） - 号外を配る新聞販売店員 役

### 吹き替え
- ファンタスティック4:ファースト・ステップ（2025年7月25日）[66]

### ウェブテレビ
- 安室奈美恵ファッション総選挙　FASHION MOVIE BEST 50（2018年9月9日、AbemaTV）[67]

### ラジオ
- Orico presents FIELD OF DREAMS（エフエム東京、2015年4月5日 - 2018年9月29日） - パーソナリティ[68]
- Love in Action（エフエム大阪、2016年6月20日 - 2017年6月29日） - パーソナリティ[注 4]
- JFL HOLIDAY SPECIAL MEIJI CHOCOLATE presents SWEET HARMONY（J-WAVEおよびJFL系列局、2024年2月12日） - パーソナリティ[69]

### CM
- 紀陽銀行（2016年 - ）[70][71][72] - イメージキャラクター

### その他
- セント・フォース×ベビースターラーメン「恋（濃い）するチキン味（てりやき風味）」コレクションシール（2016年8月、おやつカンパニー）

## 著書
- あんことわたし 日日大あん吉日（2018年9月26日、ぴあ）ISBN 978-4-8356-3889-8[36]
- 東京あんこ巡り（2020年2月27日、KADOKAWA）ISBN 978-4-0489-6640-5
- ゆるめる準備（2021年11月30日、朝日新聞出版）ISBN 978-4-02-331951-6